# Уличный ангел (фильм, 1928)
«Уличный ангел» (англ. Street Angel) — американская немая драма 1928 года режиссёра Фрэнка Борзейги по пьесе Монктона Хоффе «Леди Кристилинда», снятая с использованием технологии мувитон.
«Уличный ангел» был одним из трёх фильмов, за которые Джанет Гейнор получила премию «Оскар» за лучшую женскую роль в 1929 году. Помимо этого фильм был выдвинут в 1930 году на премию Американской киноакадемии в номинациях лучшая операторская работа и лучшая работа художника. Картина является одной из двух фильмов, когда-либо получавших номинацию на «Оскар» в разные годы.
Первоначальный негатив фильма был уничтожен пожаром в архиве студии «Fox Film Corporation» в 1937 году. Сохранившаяся изношенная копия была выпущена на DVD в 2008 году.

## Сюжет
У бедной девушки Анджелы из Неаполя нет других возможностей заработать на лекарства для умирающей матери, кроме кражи. Её арестовывают и судят, но ей удается бежать из зала суда и скрыться в бродячем цирке.

## В ролях
- Джанет Гейнор — Анджела
- Чарльз Фаррелл — Джино
- Натали Кингстон — Лизетта
- Генри Арметта — Мазетто
- Гвидо Тренто — сержант полиции Нери
- Чино Конти — полицейский
- Луис Лиггетт — Беппо (в титрах не указан)